# 福間納
福間 納（ふくま おさむ、1951年7月13日 - ）は、島根県大田市出身の元プロ野球選手（投手）・コーチ、解説者・評論家。
現役時代には、阪神へ在籍していた時期に一時、福間 納一（読み方は本名と同じ）を登録名に使用していた。
2009年からは株式会社アイランドプロモーションに所属。2021年からはカナフレックスで投手コーチ、2022年に監督就任。

## 来歴・人物

### プロ入り前
大田高校では2年次の1968年からエースとなり、同年夏の甲子園県予選準決勝に進出するが、浜田高に敗退。3年次の1969年には春の選抜に出場し、1回戦で丸亀商の井原慎一朗と投げ合うが4-9で敗れる。同年夏は県予選準決勝で三沢淳、高橋寛のバッテリーを擁する江津工に抑えられ1-4で敗退、甲子園には届かなかった。
卒業後の1970年に松下電器へ入社し、1年目からエースとして都市対抗に出場。2回戦で九州産交を完封するなど2勝を挙げ、大昭和製紙との準々決勝でも先発で登板したが、序盤で大量点を失ったため敗退した。なお、大会後のドラフトで阪急ブレーブスから7位で指名されたが、入団を固辞したうえで松下電器に残留している。
投手でありながらバッティングの技術も優れていたため、山口高志が入社した1973年に外野手へ転向したが、1974年には投手へ復帰。山口が阪急へ入団した1975年からエースの座に返り咲くと、1977年の社会人日本選手権で、本田技研鈴鹿との2回戦（初戦）と鐘淵化学との準々決勝で2試合連続完封を果たした。チームは電電四国との準決勝で惜敗したものの、大会の終了後には優秀選手賞を受賞。都市対抗にも1978年まで8回出場を果たし、私生活では在籍中に高橋二三男（西鉄→ロッテ外野手）の妻の実妹に当たる女性と結婚。
高卒9年目（27歳）であった1978年のドラフトで、義兄の高橋が当時在籍していたロッテから1位で指名。通算2度目の指名でプロ入りに踏み切り、背番号は17に決まった。当時のロッテは川崎を本拠地として使用していたことから、入団を機に、松下電器の本社がある関西に妻を残して球団寮で単身生活を始めた。

### ロッテ時代
前述したように社会人での経験が豊富なことから、入団当初は即戦力の先発要員と目されていたが、1年目の1979年に左肘を痛めたことをきっかけで中継ぎへ専念。本人によれば、球団寮での単身生活で暇を持て余していたことから、寮の近くの喫茶店に置かれていたインベーダーゲーム台で遊び過ぎたことが原因とされる。このゲームは、左右の方向へランダムに動き回るインベーダーをビームで倒す仕組みで、ビームの発射位置をゲーム台左側のコントローラーで調整できるようになっていた。さらに、ゲームへ夢中になるたびに、左肘で思わずゲーム台ごと持ち上げようとしたことで左肘に過度の負担が掛かっていたという。なお、左肘を痛めてからは松下電器時代に続いて野手に転向することが一時検討されていたが、実現までには至っていない。
在籍中は一軍公式戦で通算27試合に登板したものの、1勝も挙げられないまま、1981年のシーズン途中に深沢恵雄との交換トレードで阪神タイガースへ移籍。

### 阪神時代
阪神に移籍すると主に中継ぎとして活躍し、1981年はワンポイントを中心に35試合に登板。1982年には63試合登板でプロ初勝利を挙げ、1983年にはほぼリリーフで規定投球回に到達して最優秀防御率を獲得。1984年にシーズン77試合登板のセ・リーグ記録（当時）を達成するが、同年は阪神が105試合を消化した時点で68試合に登板するハイペースで稲尾和久が持っていたシーズン登板記録（78試合）に迫り、記録を破るかどうかが注目された。この時、プロ野球記録の調査研究で知られた宇佐美徹也は安藤統男監督に手紙を書き「稲尾の記録は400イニング以上投げて作られた中身のある記録。中継ぎの登板で形だけの記録更新は考え直してほしい」と訴えた。この手紙が功を奏したかは不明であるが、結局福間の登板記録は稲尾より1試合少ない77試合となった。宇佐美は後に「この年より登板数が少なくても、優勝に貢献した翌年の方がはるかに実のあるシーズンだった」と記している。
1985年の優勝にも大きく貢献し、同年の西武との日本シリーズでは第4戦（甲子園）の9回二死二塁の場面で西岡良洋に勝ち越しの2点本塁打を打たれて敗戦投手となったが、吉田義男監督は翌日の第5戦（甲子園）でも福間を起用、4回一死満塁のピンチで西岡をぴしゃりと遊ゴロ併殺打に抑えて勝ち投手となった。同じような場面での起用について吉田は「もう一度チャンスを与えてやりたかった」とコメントしている。失敗しても次の試合にすぐ名誉挽回のチャンスを与え選手に自信を付けさせるという（特に投手に多かった）当時の吉田采配の特徴の一つであった。同じようなケースで5月19日の巨人戦（後楽園）で原辰徳にサヨナラ本塁打を打たれたが、その次の日の試合で1点リードながら原に打席が回る可能性を残した場面で吉田は福間を起用。福間に「ここで逃げたら、おマンマの食い上げやぞ」とハッパをかけ、福間は原をライトフライに打ち取った。一方、トレード相手の深沢もロッテで先発投手として2桁勝利を挙げるなど活躍したため、「成功したトレード」の例としてもよく語られた。1990年引退。

### 現役引退後
引退後は毎日放送解説者（1991年 - 1997年）として活動し、1998年には一軍投手コーチ補佐として阪神へ8年ぶりに復帰。1年目は小山正明コーチと投手陣のパイプ役となり、投手には左打者への攻め方、タイミングの外し方など分かりやすく貴重なアドバイスをした。左腕の井川慶にはチェンジアップの投げ方を指導し、井川をチームの大黒柱に成長させた。2001年には二軍投手コーチに配置転換され、気心知れた仲である岡田彰布二軍監督を支えた。
阪神退団後はGAORA解説者（2002年 - 2007年）を務め、プロ野球マスターズリーグの大阪ロマンズに参加。現役時代の打力を買われて外野手としてリーグ戦に出場すると、好成績を収めていた。2011年にオリックス・バファローズ一軍チーフ投手コーチへ就任したが、一軍投手陣が前半戦にリーグワーストの防御率を記録したことを受けて、シーズン中盤の8月3日付で育成コーチに異動、シーズン終了後に退団した。
1981年の阪神タイガース・ファン感謝デーでは、甲子園で加藤博一や似鳥功（打撃投手）らと共にイモ欽トリオの形態模写を披露するなど、現役時代から非常にひょうきんな性格で知られ、「板東英二の再来」「引退後に、真のプロとしての人生が待っている」と評されたが、引退後はタレント活動などは行っておらず、2002年に公開された映画『ミスター・ルーキー』では、1人の阪神ファン役（仲田幸司も同じ阪神ファン役）で出演したのが例外である。
大阪市住之江区のバッティングセンターで週1回バッティングスクールのコーチを務めていたが、2012年には、日本女子プロ野球機構の新チーム「大阪ブレイビーハニーズ」初代監督に就任。同年のリーグ戦で年間優勝を果たしたものの、2013年1月にリーグ全体のチーム再編が発表されたのに伴って監督を退任。
退任後はスポーツオーソリティ野球アドバイザーとして、同社が運営する少年野球教室でピッチングを指導。その一方で、カナフレックスコーポレーションが2014年に硬式野球部を創設する際には、義兄の高橋と共にアドバイスを送っていた。高橋が2015年から同部のコーチ、松下電器時代の後輩であった山田勉が2020年から監督を務めている縁で、同年10月に同部のアドバイザーへ正式に就任。2021年4月からは投手コーチ、2022年に監督就任。
2024年2月、中京高等学校投手コーチに就任。

## 詳細情報

### 年度別投手成績
| 年 度      | 球 団      | 登 板 | 先 発 | 完 投 | 完 封 | 無 四 球 | 勝 利 | 敗 戦 | セ 丨 ブ | ホ 丨 ル ド | 勝 率 | 打 者 | 投 球 回 | 被 安 打 | 被 本 塁 打 | 与 四 球 | 敬 遠 | 与 死 球 | 奪 三 振 | 暴 投 | ボ 丨 ク | 失 点 | 自 責 点 | 防 御 率 | W H I P |
| ---------- | ---------- | ----- | ----- | ----- | ----- | -------- | ----- | ----- | -------- | ----------- | ----- | ----- | -------- | -------- | ----------- | -------- | ----- | -------- | -------- | ----- | -------- | ----- | -------- | -------- | ------- |
| 1979       | ロッテ     | 19    | 2     | 0     | 0     | 0        | 0     | 1     | 0        | --          | .000  | 159   | 37.0     | 44       | 8           | 13       | 0     | 0        | 15       | 0     | 0        | 19    | 17       | 4.14     | 1.54    |
| 1980       | ロッテ     | 8     | 1     | 0     | 0     | 0        | 0     | 0     | 0        | --          | ----  | 53    | 12.0     | 14       | 3           | 6        | 0     | 1        | 3        | 1     | 0        | 7     | 7        | 5.25     | 1.67    |
| 1981       | 阪神       | 35    | 0     | 0     | 0     | 0        | 0     | 2     | 1        | --          | .000  | 125   | 30.2     | 29       | 2           | 8        | 0     | 0        | 24       | 2     | 0        | 11    | 8        | 2.35     | 1.21    |
| 1982       | 阪神       | 63    | 0     | 0     | 0     | 0        | 1     | 2     | 0        | --          | .333  | 296   | 71.1     | 71       | 8           | 17       | 3     | 1        | 43       | 1     | 1        | 25    | 25       | 3.15     | 1.23    |
| 1983       | 阪神       | 69    | 2     | 0     | 0     | 0        | 6     | 4     | 6        | --          | .600  | 546   | 130.2    | 125      | 10          | 36       | 9     | 2        | 89       | 2     | 1        | 42    | 38       | 2.62     | 1.23    |
| 1984       | 阪神       | 77    | 0     | 0     | 0     | 0        | 4     | 2     | 1        | --          | .667  | 516   | 119.1    | 125      | 9           | 39       | 5     | 3        | 56       | 0     | 0        | 63    | 48       | 3.62     | 1.37    |
| 1985       | 阪神       | 58    | 4     | 0     | 0     | 0        | 8     | 5     | 1        | --          | .615  | 453   | 104.1    | 114      | 14          | 37       | 7     | 2        | 60       | 0     | 0        | 50    | 47       | 4.05     | 1.45    |
| 1986       | 阪神       | 6     | 3     | 0     | 0     | 0        | 1     | 2     | 0        | --          | .333  | 95    | 23.1     | 26       | 5           | 1        | 1     | 0        | 14       | 0     | 0        | 13    | 12       | 4.63     | 1.16    |
| 1987       | 阪神       | 48    | 2     | 0     | 0     | 0        | 1     | 2     | 0        | --          | .333  | 307   | 71.1     | 82       | 4           | 16       | 3     | 2        | 32       | 1     | 0        | 43    | 38       | 4.79     | 1.37    |
| 1988       | 阪神       | 42    | 0     | 0     | 0     | 0        | 0     | 0     | 0        | --          | ----  | 134   | 32.1     | 33       | 2           | 11       | 0     | 0        | 17       | 0     | 0        | 12    | 12       | 3.34     | 1.36    |
| 1989       | 阪神       | 9     | 0     | 0     | 0     | 0        | 1     | 0     | 0        | --          | 1.000 | 20    | 5.0      | 4        | 0           | 1        | 1     | 1        | 1        | 0     | 0        | 1     | 1        | 1.80     | 1.00    |
| 1990       | 阪神       | 17    | 0     | 0     | 0     | 0        | 0     | 1     | 0        | --          | .000  | 52    | 9.2      | 15       | 2           | 8        | 0     | 0        | 6        | 0     | 0        | 15    | 11       | 10.24    | 2.38    |
| 通算：12年 | 通算：12年 | 451   | 14    | 0     | 0     | 0        | 22    | 21    | 9        | --          | .512  | 2756  | 647.0    | 682      | 67          | 193      | 29    | 12       | 360      | 7     | 2        | 301   | 264      | 3.67     | 1.35    |

- 各年度の太字はリーグ最高

### タイトル
- 最優秀防御率：1回（1983年）

### 記録
- 初登板：1979年4月11日、対近鉄バファローズ前期2回戦（日生球場）、5回裏二死に2番手として救援登板、2/3回無失点
- 初奪三振：1979年5月9日、対近鉄バファローズ前期4回戦（川崎球場）、6回表に池辺豪則から
- 初先発：1979年6月25日、対西武ライオンズ前期13回戦（川崎球場）、6回1/3を1失点
- 初セーブ：1981年7月16日、対広島東洋カープ13回戦（広島市民球場）、6回裏二死に3番手として救援登板・完了、3回1/3を無失点
- 初勝利：1982年8月14日、対読売ジャイアンツ21回戦（後楽園球場）、8回裏一死に3番手として救援登板、2/3回無失点
- 初先発勝利：1986年9月18日、対広島東洋カープ21回戦（阪神甲子園球場）、7回無失点
- セ・リーグ最多登板：2回（1983年 - 1984年） ※1984年の77試合登板は当時のセ・リーグ記録

### 背番号
- 17（1979年 - 1981年途中）
- 12（1981年途中 - 1990年）
- 74（1998年 - 2001年）
- 73（2011年）

### 登録名
- 福間 納（ふくま おさむ、1979年 - 1990年、1998年 - 1999年、2011年 - ）
- 福間 納一（ふくま おさむ、2000年 - 2001年）

## 関連情報

### 出演番組
現在の出演番組
- タイガースV特急（ベイ・コミュニケーションズ）

過去の出演番組
- 侍プロ野球（MBS解説者時代に出演していたTBS系野球中継の現行タイトル）
- 毎日放送ダイナミックナイター
- GAORAプロ野球中継・日本ハムファイターズ戦
- マンデータイガースTV（前身の亀ちゃんのタイガースに檄!を含む。不定期でのゲスト解説）
- 森脇健児のサタデースタジアム（KBS京都ラジオ）
- 水戸黄門・第40部　第16話「質実剛健 わが道を行く」呉服屋の番頭（2009年11月23日放送）
- 水戸黄門・第41部　第2話「恋と嵐の江戸の春(後編)」酒屋（2010年4月19日放送）
- 武田和歌子のぴたっと。（ABCラジオ、2015年11月18日放送「吉田義男のあの人は今 元・プロ野球選手名鑑」に出演）
- 福間・田尾のゴルフパラダイス（サンテレビジョン）
- 週刊タイガースかわら版（ベイ・コミュニケーションズ）